# 樫又龍ノ介
樫又 龍ノ介（かしまた りゅうのすけ、2004年2月17日 - ）は、日本の俳優、モデル。埼玉県出身。ワタナベエンターテインメント所属。同事務所の若手俳優ユニットWAVEのメンバー。

## 略歴
2023年11月、第36回ジュノン・スーパーボーイ・コンテストでフォトジェニック賞を受賞。
2024年5月、ワタナベエンターテインメントに所属。

## 人物
通っていた美容室で勧められたサロンモデルの撮影が楽しかったことで芸能界に興味を持ち、友人に勧められてジュノン・スーパーボーイ・コンテストに応募した。
コンテストの最終選考会で行われる自由パフォーマンス審査で披露するために幼稚園年中から小学4年生まで習っていたピアノの練習を再開し、それ以降、趣味•特技としている。
歴史（特に日本史•幕末）が好きで、時代劇•大河ドラマに出演することを目標の1つとして掲げており、そのために乗馬クラブに入会した。
生まれて初めて好きになった作品が『仮面ライダーキバ』で、主人公を演じた瀬戸康史のような役者になりたいと語っている。

## 出演

### テレビドラマ
2024年
- その着せ替え人形は恋をする（10月8日 - 12月10日、MBS）- 柏木四季 役[10]
- チェイサーゲームW2 美しき天女たち 第4話（10月10日、テレビ東京）- 桐生周平 役[1]

2025年
- 犬系男子（3月22日、ABCテレビ）-  秋田龍ノ介 役[11]
- 彼女がそれも愛と呼ぶなら（4月3日 - 6月5日、読売テレビ）- 大宮 役[12]

### 配信ドラマ
2025年
- 女優めし 第1話（3月30日、FOD•フジテレビTWO）[13]
- 被写界深度（6月20日 - 7月18日、FOD•フジテレビ）[14] - 木梨 役[15]

### テレビ番組
- ザ！世界仰天ニュース（2025年4月1日、日本テレビ系列）再現VTR[16]

### 舞台
2024年
- ハイスクール・ハイ・ライフ3（2月8日 - 12日、R'sアートコート（労音大久保会館））- リュウノスケ 役（ダイキ役柴山大輝とのWキャスト）[17]

### ミュージックビデオ
- KIM HYUN JOONG ｢桜便り｣（2024年3月30日、YouTube）[18]

### ラジオ
- JUNON presents イケメン育成ラジオ ｢JUNON SUPERBOY HIGHSCHOOL｣ Vol.22（2023年12月10日、渋谷クロスFM）[19]

### 雑誌
- JUNON（2023年 - 、主婦と生活社）[注 1]
- DUeT（2025年 - 、ホーム社）[注 2][20]
- TVガイドdan vol.54（東京ニュース通信社）[21]

### Web雑誌
- CHOKiCHOKi（2023年11月20日、内外出版社）[22]

### その他
- サンケイスポーツ（2023年11月5日•10日、産業経済新聞社）[5][23][24]

### イベント
2023年
- 第36回ジュノン・スーパーボーイ・コンテスト BEST30お披露目イベント（8月18日）[25]
- JUNON創刊50周年記念展 “推し”に恋して半世紀！（10月28日、渋谷MODI）- 1日店員[26]
- 第36回ジュノン・スーパーボーイ・コンテスト 最終選考会（11月26日、EBiS303）[3]

2024年
- JUNON創刊50周年記念展 “推し”に恋して半世紀！ トークショー（1月28日）- OPゲスト[27]
- 舞台｢ハイスクール・ハイ・ライフ3｣ 卒業イベント（3月13日、ユーロライブ）[28]
- Watanabe Actors Star Fes（11月16日、TFT ホール 1000）- WAVEとして[29]

2025年
- 公開WAVE集会（4月3日、WES原宿）- WAVEとして[30]
- 第2回公開WAVE集会（6月7日、WES原宿）- WAVEとして
- 第3回公開WAVE集会（7月19日、WES原宿）- WAVEとして
- 瀬戸康史 デビュー20周年記念イベント 瀬戸研究室20th Anniversary Lab ～真夏のパラダイス〜（8月23日、恵比寿ザ・ガーデンホール）- 進行アシスタント[31]